# 발레스카 포포주다
발레스카 포포주다(Valesca Popozuda, 1978년 10월 6일 ~ )는 브라질의 가수, 댄서이다.